# Поль Азар
Поль Гюстав Марі Каміль Азар (фр. Paul Hazard; 30 квітня 1878, Ноордпеен, О-де-Франс — 13 квітня 1944, Париж) — французький філософ, історик ідей і літератури, педагог, професор Сорбонни, доктор наук. Член Французької академії (крісло 11).

## Біографія
Спадковий педагог, його батько і дід учителювали у Французькій Фландрії. У 1902 році закінчив Вищу нормальну школу в Парижі. У 1910 році захистив докторську дисертацію в Сорбонні. З 1911 до 1919 року викладав курс порівняльного літературознавства в Ліонському університеті, потім перейшов до Паризького університету (1919—1925). У 1925 році зайняв кафедру порівняльного літературознавства в Колеж де Франс у Парижі.
У 1921 році спільно з Ф. Бальдансперже заснував і редагував журнал «Revue de littérature comparée».
З 1932 по 1940 рік, як запрошений професор, читав лекції в Колумбійському університеті Нью-Йорка. У 1920—1930-х роках П. Азар читав лекції у різних американських школах. У 1939 році був обраний до Французької академії.
У 1941 році повернувся до окупованої німцями Франції, продовжив викладання в Ліоні та Парижі. Був обраний ректором Паризького університету, однак через опір окупаційної влади пост ректора не зайняв.
Помер у 1944 році незадовго до визволення Парижа.

## Наукова діяльність
Автор фундаментальних праць про добу Просвітництва, зокрема 3-томної праці «Криза європейської свідомості 1680—1715 рр.» (La Crise de la conscience européenne, 1680—1715, 3 vol. (1935), де розглядається конфлікт між неокласицизмом XVII століття з його ідеалами порядку й досконалості та ідеями епохи Просвітництва. Автор праць про життя і творчість А. де Ламартіна (Lamartine, 1925), Стендаля (La vie de Stendhal, 1927), М. Сервантеса (Дон Кіхот Сервантеса. Дослідження та аналіз) — Don Quichotte de Cervantès. Étude et analyse", 1931). Також писав про італійську історію та літературу, зокрема про вплив на неї Французької революції («Французька революція та італійська література. 1789—1815» — «La Révolution française et les lettres italiennes. 1789—1815», 1910) життя та літературної діяльності Джакомо Леопарді («Giacomo Leopardi», 1913).

## Вибрані праці
- «Європейська думка у XVII столітті»
- La Révolution française et les lettres italiennes, 1789—1815 (1910)
- Giacomo Leopardi (1913)
- Un examen de conscience de l'Allemagne: d'après les papiers de prisonniers de guerre Allemands. Paris: Bloud et Gay, 1915
- La ville envahie (1916)
- L'Italie vivante (1923)
- Histoire illustrée de la littérature française (avec Joseph Bédier, 2 vol., 1923-24)
- Lamartine (1925)
- La Vie de Stendhal (1928)
- Avec Victor Hugo en exil (1930)
- Don Quichotte de Cervantès : étude et analyse (1931)
- La Crise de la conscience européenne : 1680—1715 (1935)
- Le Visage de l'enfance (1938)
- Quatre études. Baudelaire. Romantiques. Sur un cycle poétique. L'Homme de sentiment (1940)
- La Pensée européenne au XVIIIe siècle, de Montesquieu à Lessing (1946).
- Les Livres, les enfants et les hommes (1949)

## Нагороди
- Офіцер Ордену Почесного легіону.